# Liste der Bundestagswahlkreise 2002
Die Liste der Bundestagswahlkreise 2002 listet alle 299 Wahlkreise auf, die für die Bundestagswahl 2002 maßgeblich waren. Sie wurden im Sechzehnten Gesetz zur Änderung des Bundeswahlgesetzes vom 27. April 2001 festgelegt. Im Vergleich zur vorangegangenen Bundestagswahl 1998 reduzierte sich die Zahl der Wahlkreise um 29 von 328 auf 299. Die Nummerierung der Wahlkreise erfolgte länderweise in der Reihenfolge aller sechzehn Bundesländer von Norden nach Süden; bei den vorhergehenden Wahlen besaßen die Wahlkreise der alten Bundesländer die Nummern von 1 bis 248 und die Wahlkreise von Berlin und den fünf neuen Bundesländern die Nummern 249 bis 328. Für die Bundestagswahlkreise anderer Jahre siehe Liste der Bundestagswahlkreise.

## Anzahl der Wahlkreise nach Bundesland
| Land                   | Anzahl Wahlkreise (2002) | Änderung zu 1998 | Nummerierung |
| ---------------------- | ------------------------ | ---------------- | ------------ |
| Schleswig-Holstein     | 11                       | ±0               | 1–11         |
| Mecklenburg-Vorpommern | 7                        | −2               | 12–18        |
| Hamburg                | 6                        | −1               | 19–24        |
| Niedersachsen          | 29                       | −2               | 25–53        |
| Bremen                 | 2                        | −1               | 54–55        |
| Brandenburg            | 10                       | −2               | 56–65        |
| Sachsen-Anhalt         | 10                       | −3               | 66–75        |
| Berlin                 | 12                       | −1               | 76–87        |
| Nordrhein-Westfalen    | 64                       | −7               | 88–151       |
| Sachsen                | 17                       | −4               | 152–168      |
| Hessen                 | 21                       | −1               | 169–189      |
| Thüringen              | 10                       | −2               | 190–199      |
| Rheinland-Pfalz        | 15                       | −1               | 200–214      |
| Bayern                 | 44                       | −1               | 215–258      |
| Baden-Württemberg      | 37                       | ±0               | 259–295      |
| Saarland               | 4                        | −1               | 296–299      |

## Liste der Wahlkreise mit Gebietsbeschreibung

### Schleswig-Holstein
| Nr. | Wahlkreis                          | Gebiet |
| --- | ---------------------------------- | --- |
| 1   | Flensburg – Schleswig              | Flensburg, Kreis Schleswig-Flensburg                                                                                               |
| 2   | Nordfriesland – Dithmarschen Nord  | Kreis Nordfriesland, Kreis Dithmarschen (nördlicher Teil)                                                                          |
| 3   | Steinburg – Dithmarschen Süd       | Kreis Steinburg, Kreis Dithmarschen (südlicher Teil), vom Kreis Segeberg die Gemeinde Bad Bramstedt und das Amt Bad Bramstedt-Land |
| 4   | Rendsburg-Eckernförde              | Kreis Rendsburg-Eckernförde ohne die Gemeinden Altenholz und Kronshagen                                                            |
| 5   | Kiel                               | Kiel, vom Kreis Rendsburg-Eckernförde die Gemeinden Altenholz und Kronshagen                                                       |
| 6   | Plön – Neumünster                  | Kreis Plön, Neumünster, vom Kreis Segeberg das Amt Boostedt-Rickling                                                               |
| 7   | Pinneberg                          | Kreis Pinneberg |
| 8   | Segeberg – Stormarn-Nord           | Kreis Segeberg ohne Bad Bramstedt und die Ämter Bramstedt-Land und Boostedt-Rickling, Kreis Stormarn (nördlicher Teil)             |
| 9   | Ostholstein                        | Kreis Ostholstein, vom Kreis Stormarn die Gemeinde Reinfeld und das Amt Nordstormarn                                               |
| 10  | Herzogtum Lauenburg – Stormarn-Süd | Kreis Herzogtum Lauenburg ohne die Ämter Berkenthin und Sandesneben, Kreis Stormarn (südlicher Teil)                               |
| 11  | Lübeck                             | Lübeck, vom Kreis Herzogtum Lauenburg die Ämter Berkenthin und Sandesneben                                                         |

### Mecklenburg-Vorpommern
| Nr. | Wahlkreis                                             | Gebiet                                                                  |
| --- | ----------------------------------------------------- | ----------------------------------------------------------------------- |
| 12  | Wismar – Nordwestmecklenburg – Parchim                | Wismar, Landkreis Nordwestmecklenburg, Landkreis Parchim                |
| 13  | Schwerin – Ludwigslust                                | Schwerin, Landkreis Ludwigslust                                         |
| 14  | Rostock                                               | Rostock                                                                 |
| 15  | Stralsund – Nordvorpommern – Rügen                    | Stralsund, Landkreis Nordvorpommern, Landkreis Rügen                    |
| 16  | Greifswald – Demmin – Ostvorpommern                   | Greifswald, Landkreis Demmin, Landkreis Ostvorpommern                   |
| 17  | Bad Doberan – Güstrow – Müritz                        | Landkreis Bad Doberan, Landkreis Güstrow, Landkreis Müritz              |
| 18  | Neubrandenburg – Mecklenburg-Strelitz – Uecker-Randow | Neubrandenburg, Landkreis Mecklenburg-Strelitz, Landkreis Uecker-Randow |

### Hamburg
| Nr. | Wahlkreis                   | Gebiet |
| --- | --------------------------- | --- |
| 19  | Hamburg-Mitte               | Bezirk Hamburg-Mitte, vom Bezirk Hamburg-Nord der Ortsamtsbereich Barmbek-Uhlenhorst, vom Bezirk Wandsbek der Stadtteil Eilbek                                        |
| 20  | Hamburg-Altona              | Bezirk Altona |
| 21  | Hamburg-Eimsbüttel          | Bezirk Eimsbüttel |
| 22  | Hamburg-Nord                | Bezirk Hamburg-Nord ohne Barmbek-Uhlenhorst, vom Bezirk Wandsbek das Ortsamtsgebiet Alstertal sowie Lemsahl-Mellingstedt, Duvenstedt, Wohldorf-Ohlstedt und Bergstedt |
| 23  | Hamburg-Wandsbek            | Vom Bezirk Wandsbek die Ortsamtsgebiete Rahlstedt und Bramfeld sowie die Stadtteile Wandsbek, Farmsen-Berne, Volksdorf, Marienthal, Jenfeld und Tonndorf              |
| 24  | Hamburg-Bergedorf – Harburg | Bezirk Bergedorf, Bezirk Harburg |

### Niedersachsen
| Nr. | Wahlkreis                                  | Gebiet |
| --- | ------------------------------------------ | --- |
| 25  | Aurich – Emden                             | Landkreis Aurich, Emden |
| 26  | Unterems                                   | Landkreis Emsland (nördlicher Teil), Landkreis Leer |
| 27  | Friesland – Wilhelmshaven                  | Landkreis Friesland, Wilhelmshaven, Landkreis Wittmund |
| 28  | Oldenburg – Ammerland                      | Oldenburg, Landkreis Ammerland |
| 29  | Delmenhorst – Wesermarsch – Oldenburg-Land | Delmenhorst, Landkreis Wesermarsch, Landkreis Oldenburg, |
| 30  | Cuxhaven – Osterholz                       | Landkreis Cuxhaven (westlicher Teil), Landkreis Osterholz |
| 31  | Stade – Cuxhaven                           | Landkreis Stade, Landkreis Cuxhaven (östlicher Teil) |
| 32  | Mittelems                                  | Landkreis Emsland (südlicher Teil), Landkreis Grafschaft Bentheim |
| 33  | Cloppenburg – Vechta                       | Landkreis Cloppenburg, Landkreis Vechta |
| 34  | Diepholz – Nienburg I                      | Landkreis Diepholz, vom Landkreis Nienburg/Weser die Samtgemeinden Eystrup, Uchte und Grafschaft Hoya                                                                                |
| 35  | Rotenburg – Verden                         | Landkreis Rotenburg (Wümme), Landkreis Verden |
| 36  | Soltau-Fallingbostel – Winsen L.           | Landkreis Soltau-Fallingbostel ohne Munster, Landkreis Harburg ohne die Samtgemeinden Elbmarsch, Hanstedt und Salzhausen                                                             |
| 37  | Lüchow-Dannenberg – Lüneburg               | Landkreis Lüchow-Dannenberg, Landkreis Lüneburg, vom Landkreis Harburg die Samtgemeinden Elbmarsch, Hanstedt und Salzhausen, vom Landkreis Soltau-Fallingbostel die Gemeinde Munster |
| 38  | Osnabrück-Land                             | Landkreis Osnabrück ohne Belm, Georgsmarienhütte, Hagen am Teutoburger Wald, Hasbergen und Wallenhorst                                                                               |
| 39  | Stadt Osnabrück                            | Osnabrück, vom Landkreis Osnabrück die Gemeinden Belm, Georgsmarienhütte, Hagen am Teutoburger Wald, Hasbergen und Wallenhorst                                                       |
| 40  | Nienburg II – Schaumburg                   | Landkreis Nienburg/Weser ohne die Samtgemeinden Eystrup, Uchte und Grafschaft Hoya, Landkreis Schaumburg                                                                             |
| 41  | Stadt Hannover I                           | Hannover (nördlicher Teil) |
| 42  | Stadt Hannover II                          | Hannover (südlicher Teil) |
| 43  | Hannover-Land I                            | Burgdorf, Burgwedel, Garbsen, Isernhagen, Langenhagen, Neustadt am Rübenberge, Wedemark, Wunstorf                                                                                    |
| 44  | Celle – Uelzen                             | Landkreis Celle, Landkreis Uelzen |
| 45  | Gifhorn – Peine                            | Landkreis Gifhorn ohne die Samtgemeinden Boldecker Land und Brome, Landkreis Peine                                                                                                   |
| 46  | Hameln-Pyrmont – Holzminden                | Landkreis Hameln-Pyrmont, Landkreis Holzminden, vom Landkreis Northeim die Gemeinden Bodenfelde und Uslar                                                                            |
| 47  | Hannover-Land II                           | Barsinghausen, Gehrden, Hemmingen, Laatzen, Lehrte, Pattensen, Ronnenberg, Seelze, Sehnde, Springe, Uetze, Wennigsen                                                                 |
| 48  | Hildesheim                                 | Landkreis Hildesheim |
| 49  | Salzgitter – Wolfenbüttel                  | Salzgitter, Landkreis Wolfenbüttel, Landkreis Goslar (westlicher Teil) |
| 50  | Braunschweig                               | Braunschweig |
| 51  | Helmstedt – Wolfsburg                      | Landkreis Helmstedt, Wolfsburg, vom Landkreis Gifhorn die Samtgemeinden Boldecker Land und Brome                                                                                     |
| 52  | Goslar – Northeim – Osterode               | Landkreis Goslar (östlicher Teil), Landkreis Northeim ohne Bodenfelde und Uslar, Landkreis Osterode am Harz ohne Bad Lauterberg, Bad Sachsa und Herzberg am Harz                     |
| 53  | Göttingen                                  | Landkreis Göttingen, vom Landkreis Osterode am Harz die Gemeinden Bad Lauterberg, Bad Sachsa und Herzberg am Harz                                                                    |

### Bremen
| Nr. | Wahlkreis               | Gebiet                                                                                           |
| --- | ----------------------- | ------------------------------------------------------------------------------------------------ |
| 54  | Bremen I                | Stadtbezirke Ost und Mitte, vom Stadtbezirk Süd Obervieland, Huchting und Neustadt               |
| 55  | Bremen II – Bremerhaven | Stadtbezirke West und Nord, vom Stadtbezirk Süd Woltmershausen, Seehausen und Strom, Bremerhaven |

### Brandenburg
| Nr. | Wahlkreis                                                                          | Gebiet |
| --- | ---------------------------------------------------------------------------------- | --- |
| 56  | Prignitz – Ostprignitz-Ruppin – Havelland I                                        | Landkreis Prignitz, Landkreis Ostprignitz-Ruppin, vom Landkreis Havelland die Ämter Friesack und Rhinow                                                                                   |
| 57  | Uckermark – Barnim I                                                               | Landkreis Uckermark, Landkreis Barnim (nördlicher Teil) |
| 58  | Oberhavel – Havelland II                                                           | Landkreis Oberhavel, Landkreis Havelland (östlicher Teil) |
| 59  | Märkisch-Oderland – Barnim II                                                      | Landkreis Märkisch-Oderland, Landkreis Barnim (südlicher Teil) |
| 60  | Brandenburg an der Havel – Potsdam-Mittelmark I – Havelland III – Teltow-Fläming I | Brandenburg an der Havel, Landkreis Potsdam-Mittelmark (südlicher Teil), Landkreis Havelland (südwestlicher Teil), vom Landkreis Teltow-Fläming die Gemeinden Jüterbog und Niedergörsdorf |
| 61  | Potsdam – Potsdam-Mittelmark II – Teltow-Fläming II                                | Potsdam, Landkreis Potsdam-Mittelmark (nordöstlicher Teil), Landkreis Teltow-Fläming (nördlicher Teil)                                                                                    |
| 62  | Dahme-Spreewald – Teltow-Fläming III – Oberspreewald-Lausitz I                     | Landkreis Dahme-Spreewald, Landkreis Teltow-Fläming (südlicher Teil), vom Landkreis Oberspreewald-Lausitz das Amt Lübbenau/Spreewald                                                      |
| 63  | Frankfurt (Oder) – Oder-Spree                                                      | Frankfurt (Oder), Landkreis Oder-Spree |
| 64  | Cottbus – Spree-Neiße                                                              | Cottbus, Landkreis Spree-Neiße |
| 65  | Elbe-Elster – Oberspreewald-Lausitz II                                             | Landkreis Elbe-Elster, Landkreis Oberspreewald-Lausitz ohne Lübbenau/Spreewald |

### Sachsen-Anhalt
| Nr. | Wahlkreis                         | Gebiet                                                                                            |
| --- | --------------------------------- | ------------------------------------------------------------------------------------------------- |
| 66  | Altmark                           | Altmarkkreis Salzwedel, Landkreis Stendal                                                         |
| 67  | Elbe-Havel-Gebiet                 | Ohrekreis, Landkreis Jerichower Land, Landkreis Anhalt-Zerbst                                     |
| 68  | Harz                              | Landkreis Wernigerode, Landkreis Quedlinburg, Landkreis Halberstadt                               |
| 69  | Magdeburg                         | Magdeburg                                                                                         |
| 70  | Börde                             | Bördekreis, Landkreis Aschersleben-Staßfurt, Landkreis Schönebeck                                 |
| 71  | Anhalt                            | Landkreis Wittenberg, Dessau, Landkreis Köthen                                                    |
| 72  | Bernburg – Bitterfeld – Saalkreis | Landkreis Bernburg, Landkreis Bitterfeld, Saalkreis                                               |
| 73  | Halle                             | Halle (Saale)                                                                                     |
| 74  | Burgenland                        | Burgenlandkreis, Landkreis Weißenfels, Landkreis Merseburg-Querfurt (östlicher Teil)              |
| 75  | Mansfelder Land                   | Landkreis Mansfelder Land, Landkreis Merseburg-Querfurt (westlicher Teil), Landkreis Sangerhausen |

### Berlin
| Nr. | Wahlkreis                                               | Gebiet                                                                                             |
| --- | ------------------------------------------------------- | -------------------------------------------------------------------------------------------------- |
| 76  | Berlin-Mitte                                            | Bezirk Mitte                                                                                       |
| 77  | Berlin-Pankow                                           | Bezirk Pankow ohne den südöstlichen Teil von Berlin-Prenzlauer Berg                                |
| 78  | Berlin-Reinickendorf                                    | Bezirk Reinickendorf                                                                               |
| 79  | Berlin-Spandau – Charlottenburg Nord                    | Bezirk Spandau, vom Bezirk Charlottenburg-Wilmersdorf der Ortsteil Charlottenburg-Nord             |
| 80  | Berlin-Steglitz – Zehlendorf                            | Bezirk Steglitz-Zehlendorf                                                                         |
| 81  | Berlin-Charlottenburg – Wilmersdorf                     | Bezirk Charlottenburg-Wilmersdorf ohne Charlottenburg-Nord                                         |
| 82  | Berlin-Tempelhof – Schöneberg                           | Bezirk Tempelhof-Schöneberg                                                                        |
| 83  | Berlin-Neukölln                                         | Bezirk Neukölln                                                                                    |
| 84  | Berlin-Friedrichshain – Kreuzberg – Prenzlauer Berg Ost | Bezirk Friedrichshain-Kreuzberg, vom Bezirk Pankow der südöstliche Teil von Berlin-Prenzlauer Berg |
| 85  | Berlin-Treptow – Köpenick                               | Bezirk Treptow-Köpenick                                                                            |
| 86  | Berlin-Marzahn – Hellersdorf                            | Bezirk Marzahn-Hellersdorf                                                                         |
| 87  | Berlin-Lichtenberg                                      | Bezirk Lichtenberg                                                                                 |

### Nordrhein-Westfalen
| Nr. | Wahlkreis                           | Gebiet |
| --- | ----------------------------------- | --- |
| 88  | Aachen                              | Aachen |
| 89  | Kreis Aachen                        | Kreis Aachen |
| 90  | Heinsberg                           | Kreis Heinsberg |
| 91  | Düren                               | Kreis Düren |
| 92  | Erftkreis I                         | Vom Erftkreis die Gemeinden Bedburg, Bergheim, Pulheim, Elsdorf, Frechen, Hürth und Kerpen                                                                                               |
| 93  | Euskirchen – Erftkreis II           | Kreis Euskirchen, vom Erftkreis die Gemeinden Brühl, Erftstadt und Wesseling |
| 94  | Köln I                              | Vom Stadtbezirk Innenstadt die Stadtteile Altstadt-Nord, Neustadt-Nord und Deutz, Stadtbezirke Porz und Kalk                                                                             |
| 95  | Köln II                             | Vom Stadtbezirk Innenstadt die Stadtteile Altstadt-Süd und Neustadt-Süd, Stadtbezirke Rodenkirchen und Lindenthal                                                                        |
| 96  | Köln III                            | Stadtbezirke Ehrenfeld, Nippes und Chorweiler |
| 97  | Bonn                                | Bonn |
| 98  | Rhein-Sieg-Kreis I                  | Siegburg, Troisdorf, Eitorf, Hennef, Lohmar, Much, Neunkirchen-Seelscheid, Niederkassel, Ruppichteroth, Windeck                                                                          |
| 99  | Rhein-Sieg-Kreis II                 | Sankt Augustin, Königswinter, Alfter, Bad Honnef, Bornheim, Meckenheim, Rheinbach, Swisttal, Wachtberg                                                                                   |
| 100 | Oberbergischer Kreis                | Oberbergischer Kreis |
| 101 | Rheinisch-Bergischer Kreis          | Rheinisch-Bergischer Kreis |
| 102 | Leverkusen – Köln IV                | Leverkusen, von Köln der Stadtbezirk Mülheim |
| 103 | Wuppertal I                         | Wuppertal ohne die Stadtbezirke Cronenberg und Ronsdorf |
| 104 | Solingen – Remscheid – Wuppertal II | Solingen, Remscheid, von Wuppertal die Stadtbezirke Cronenberg und Ronsdorf |
| 105 | Mettmann I                          | Vom Kreis Mettmann die Gemeinden Erkrath, Haan, Hilden, Langenfeld, Mettmann und Monheim                                                                                                 |
| 106 | Mettmann II                         | Vom Kreis Mettmann die Gemeinden Ratingen, Velbert, Heiligenhaus und Wülfrath |
| 107 | Düsseldorf I                        | Stadtbezirke 1, 2, 4, 5, 6, 7 |
| 108 | Düsseldorf II                       | Stadtbezirke 3, 8, 9, 10 |
| 109 | Neuss I                             | Vom Kreis Neuss die Gemeinden Dormagen, Grevenbroich, Neuss und Rommerskirchen |
| 110 | Mönchengladbach                     | Mönchengladbach |
| 111 | Krefeld I – Neuss II                | Von Krefeld die Stadtbezirke West, Süd, Fischeln, Oppum-Linn und Uerdingen, vom Kreis Neuss die Gemeinden Jüchen, Kaarst, Meerbusch und Korschenbroich                                   |
| 112 | Viersen                             | Kreis Viersen |
| 113 | Kleve                               | Kreis Kleve |
| 114 | Wesel I                             | Alpen, Wesel, Hamminkeln, Hünxe, Kamp-Lintfort, Schermbeck, Voerde, Xanten, Rheinberg, Sonsbeck                                                                                          |
| 115 | Krefeld II – Wesel II               | Von Krefeld die Stadtbezirke Nord, Hüls, Mitte und Ost, vom Kreis Wesel die Gemeinden Moers und Neukirchen-Vluyn                                                                         |
| 116 | Duisburg I                          | Stadtbezirke Mitte, Rheinhausen und Süd |
| 117 | Duisburg II                         | Stadtbezirke Walsum, Hamborn, Meiderich/Beeck und Homberg/Ruhrort/Baerl |
| 118 | Oberhausen – Wesel III              | Oberhausen, vom Kreis Wesel die Gemeinde Dinslaken |
| 119 | Mülheim – Essen I                   | Mülheim an der Ruhr, von Essen der Stadtbezirk IV |
| 120 | Essen II                            | Stadtbezirke I, V, VI und VII |
| 121 | Essen III                           | Stadtbezirke II, III, VIII und IX |
| 122 | Recklinghausen I                    | Castrop-Rauxel, Recklinghausen und Waltrop |
| 123 | Recklinghausen II                   | Datteln, Haltern, Herten, Marl, Oer-Erkenschwick |
| 124 | Gelsenkirchen                       | Gelsenkirchen |
| 125 | Steinfurt I – Borken I              | Vom Kreis Steinfurt die Gemeinden Horstmar, Metelen, Neuenkirchen, Ochtrup, Rheine, Steinfurt und Wettringen, vom Kreis Borken die Gemeinden Ahaus, Gronau, Heek, Legden und Schöppingen |
| 126 | Bottrop – Recklinghausen III        | Bottrop, vom Kreis Recklinghausen die Gemeinden Gladbeck und Dorsten |
| 127 | Borken II                           | Vom Kreis Borken die Gemeinden Bocholt, Borken, Gescher, Isselburg, Rhede, Stadtlohn, Südlohn, Velen, Vreden Heiden, Raesfeld und Reken                                                  |
| 128 | Coesfeld – Steinfurt II             | Kreis Coesfeld, vom Kreis Steinfurt die Gemeinden Altenberge, Laer und Nordwalde |
| 129 | Steinfurt III                       | Emsdetten, Greven, Hörstel, Hopsten, Ibbenbüren, Ladbergen, Lengerich, Lienen, Lotte, Mettingen, Recke, Saerbeck, Tecklenburg und Westerkappeln                                          |
| 130 | Münster                             | Münster |
| 131 | Warendorf                           | Kreis Warendorf |
| 132 | Gütersloh                           | Kreis Gütersloh ohne Werther |
| 133 | Bielefeld                           | Bielefeld, vom Kreis Gütersloh die Gemeinde Werther |
| 134 | Herford – Minden-Lübbecke II        | Kreis Herford, vom Kreis Minden-Lübbecke die Gemeinde Bad Oeynhausen |
| 135 | Minden-Lübbecke I                   | Kreis Minden-Lübbecke ohne Bad Oeynhausen |
| 136 | Lippe I                             | Lemgo, Lage, Bad Salzuflen, Oerlinghausen, Leopoldshöhe, Barntrup, Blomberg, Dörentrup, Kalletal und Extertal                                                                            |
| 137 | Höxter – Lippe II                   | Kreis Höxter, vom Kreis Lippe die Gemeinden Detmold, Augustdorf, Horn-Bad Meinberg, Lügde, Schieder-Schwalenberg und Schlangen                                                           |
| 138 | Paderborn                           | Kreis Paderborn |
| 139 | Hagen – Ennepe-Ruhr-Kreis I         | Hagen, vom Ennepe-Ruhr-Kreis die Gemeinden Breckerfeld, Gevelsberg, Schwelm und Ennepetal                                                                                                |
| 140 | Ennepe-Ruhr-Kreis II                | Vom Ennepe-Ruhr-Kreis die Gemeinden Hattingen, Herdecke, Sprockhövel, Wetter und Witten                                                                                                  |
| 141 | Bochum I                            | Von Bochum die Stadtbezirke Mitte, Wattenscheid, Süd und Südwest |
| 142 | Herne – Bochum II                   | Herne, von Bochum die Stadtbezirke Nord und Ost |
| 143 | Dortmund I                          | Stadtbezirke Innenstadt-West, Innenstadt-Ost, Hombruch, Huckarde, Lütgendortmund und Mengede                                                                                             |
| 144 | Dortmund II                         | Stadtbezirke Innenstadt-Nord, Eving, Aplerbeck, Brackel, Hörde und Scharnhorst |
| 145 | Unna I                              | Unna, Kamen, Bergkamen, Bönen, Fröndenberg, Holzwickede und Schwerte |
| 146 | Hamm – Unna II                      | Hamm, vom Kreis Unna die Gemeinden Lünen, Selm und Werne |
| 147 | Soest                               | Kreis Soest |
| 148 | Hochsauerlandkreis                  | Hochsauerlandkreis |
| 149 | Siegen-Wittgenstein                 | Kreis Siegen-Wittgenstein |
| 150 | Olpe – Märkischer Kreis I           | Kreis Olpe, vom Märkischen Kreis die Gemeinden Lüdenscheid, Meinerzhagen, Kierspe, Halver, Herscheid und Schalksmühle                                                                    |
| 151 | Märkischer Kreis II                 | Iserlohn, Altena, Plettenberg, Werdohl, Balve, Hemer, Menden (Sauerland), Nachrodt-Wiblingwerde und Neuenrade                                                                            |

### Sachsen
| Nr. | Wahlkreis                            | Gebiet                                                                                      |
| --- | ------------------------------------ | ------------------------------------------------------------------------------------------- |
| 152 | Delitzsch – Torgau-Oschatz – Riesa   | Landkreis Delitzsch, Landkreis Torgau-Oschatz, Landkreis Riesa-Großenhain (westlicher Teil) |
| 153 | Leipzig I                            | Stadtbezirke Alt-West, Nord, Nordost, Nordwest, Ost                                         |
| 154 | Leipzig II                           | Stadtbezirke Mitte, Süd, Südost, Südwest, West                                              |
| 155 | Leipziger Land – Muldentalkreis      | Muldentalkreis, Landkreis Leipziger Land                                                    |
| 156 | Kamenz – Hoyerswerda – Großenhain    | Landkreis Kamenz, Hoyerswerda, Landkreis Riesa-Großenhain (östlicher Teil)                  |
| 157 | Löbau-Zittau – Görlitz – Niesky      | Landkreis Löbau-Zittau, Görlitz, Niederschlesischer Oberlausitzkreis (südlicher Teil)       |
| 158 | Bautzen – Weißwasser                 | Landkreis Bautzen, Niederschlesischer Oberlausitzkreis (nördlicher Teil)                    |
| 159 | Sächsische Schweiz – Weißeritzkreis  | Landkreis Sächsische Schweiz, Weißeritzkreis                                                |
| 160 | Dresden I                            | Dresden (südlicher Teil)                                                                    |
| 161 | Dresden II – Meißen I                | Dresden (nördlicher Teil), Landkreis Meißen (östlicher Teil)                                |
| 162 | Freiberg – Mittlerer Erzgebirgskreis | Landkreis Freiberg, Mittlerer Erzgebirgskreis                                               |
| 163 | Döbeln – Mittweida – Meißen II       | Landkreis Döbeln, Landkreis Mittweida, Landkreis Meißen (westlicher Teil)                   |
| 164 | Chemnitz                             | Chemnitz                                                                                    |
| 165 | Chemnitzer Land – Stollberg          | Landkreis Chemnitzer Land, Landkreis Stollberg                                              |
| 166 | Annaberg – Aue-Schwarzenberg         | Landkreis Annaberg, Landkreis Aue-Schwarzenberg                                             |
| 167 | Zwickauer Land – Zwickau             | Landkreis Zwickauer Land, Zwickau                                                           |
| 168 | Vogtland – Plauen                    | Vogtlandkreis, Plauen                                                                       |

### Hessen
| Nr. | Wahlkreis                 | Gebiet |
| --- | ------------------------- | --- |
| 169 | Waldeck                   | Landkreis Waldeck-Frankenberg (nördlicher Teil), Landkreis Kassel (westlicher Teil) |
| 170 | Kassel                    | Kassel, Landkreis Kassel (östlicher Teil) |
| 171 | Werra-Meißner – Hersfeld  | Werra-Meißner-Kreis, Landkreis Hersfeld-Rotenburg |
| 172 | Schwalm-Eder              | Schwalm-Eder-Kreis, Landkreis Waldeck-Frankenberg (südlicher Teil) |
| 173 | Marburg                   | Landkreis Marburg-Biedenkopf |
| 174 | Lahn-Dill                 | Lahn-Dill-Kreis, vom Landkreis Gießen die Gemeinden Biebertal und Wettenberg |
| 175 | Gießen                    | Landkreis Gießen ohne Biebertal und Wettenberg, Vogelsbergkreis (nordwestlicher Teil) |
| 176 | Fulda                     | Landkreis Fulda, Vogelsbergkreis (südöstlicher Teil), Main-Kinzig-Kreis (nordöstlicher Teil) |
| 177 | Hochtaunus                | Hochtaunuskreis (nördlicher Teil), Landkreis Limburg-Weilburg (östlicher Teil), |
| 178 | Wetterau                  | Wetteraukreis, vom Main-Kinzig-Kreis die Gemeinden Bad Soden-Salmünster, Brachttal und Wächtersbach |
| 179 | Rheingau-Taunus – Limburg | Rheingau-Taunus-Kreis, Landkreis Limburg-Weilburg (westlicher Teil) |
| 180 | Wiesbaden                 | Wiesbaden |
| 181 | Hanau                     | Main-Kinzig-Kreis (südlicher Teil) |
| 182 | Main-Taunus               | Main-Taunus-Kreis, vom Hochtaunuskreis die Gemeinden Königstein, Kronberg und Steinbach |
| 183 | Frankfurt am Main I       | Höchst, Altstadt, Bahnhofsviertel, Bockenheim, Dornbusch, Eschersheim, Innenstadt, Gutleutviertel, Gallusviertel, Westend, Ginnheim, Griesheim, Nied, Sindlingen, Zeilsheim, Unterliederbach, Sossenheim, Rödelheim, Hausen, Praunheim, Niederursel und Heddernheim |
| 184 | Frankfurt am Main II      | Nordend, Ostend, Bornheim, Seckbach, Eckenheim, Preungesheim, Bonames, Berkersheim, Fechenheim, Oberrad, Riederwald, Frankfurter Berg, Nieder-Erlenbach, Nieder-Eschbach, Bergen-Enkheim, Harheim, Kalbach, Sachsenhausen, Niederrad und Schwanheim                 |
| 185 | Groß-Gerau                | Landkreis Groß-Gerau |
| 186 | Offenbach                 | Offenbach am Main, Landkreis Offenbach (westlicher Teil) |
| 187 | Darmstadt                 | Darmstadt, Landkreis Darmstadt-Dieburg (westlicher Teil) |
| 188 | Odenwald                  | Odenwaldkreis, Landkreis Darmstadt-Dieburg (östlicher Teil), Landkreis Offenbach (östlicher Teil) |
| 189 | Bergstraße                | Landkreis Bergstraße |

### Thüringen
| Nr. | Wahlkreis                                             | Gebiet |
| --- | ----------------------------------------------------- | --- |
| 190 | Eichsfeld – Nordhausen                                | Landkreis Eichsfeld, Landkreis Nordhausen |
| 191 | Eisenach – Wartburgkreis – Unstrut-Hainich-Kreis I    | Stadt Eisenach, Wartburgkreis, vom Unstrut-Hainich-Kreis die Gemeinden Bad Langensalza, Heyerode und Katharinenberg sowie die Verwaltungsgemeinschaften Unstrut-Hainich und Vogtei |
| 192 | Kyffhäuserkreis – Sömmerda – Unstrut-Hainich-Kreis II | Kyffhäuserkreis, Landkreis Sömmerda, Unstrut-Hainich-Kreis (östlicher Teil) |
| 193 | Gotha – Ilm-Kreis                                     | Landkreis Gotha, Ilm-Kreis |
| 194 | Erfurt                                                | Erfurt |
| 195 | Jena – Weimar – Weimarer Land                         | Jena, Weimar, Landkreis Weimarer Land |
| 196 | Gera – Saale-Holzland-Kreis                           | Gera, Saale-Holzland-Kreis |
| 197 | Greiz – Altenburger Land                              | Landkreis Greiz, Landkreis Altenburger Land |
| 198 | Sonneberg – Saalfeld-Rudolstadt – Saale-Orla-Kreis    | Landkreis Sonneberg, Landkreis Saalfeld-Rudolstadt, Saale-Orla-Kreis |
| 199 | Suhl – Schmalkalden-Meiningen – Hildburghausen        | Suhl, Landkreis Schmalkalden-Meiningen, Landkreis Hildburghausen |

### Rheinland-Pfalz
| Nr. | Wahlkreis                | Gebiet                                                                                              |
| --- | ------------------------ | --------------------------------------------------------------------------------------------------- |
| 200 | Neuwied                  | Landkreis Neuwied, Landkreis Altenkirchen (Westerwald)                                              |
| 201 | Ahrweiler                | Landkreis Ahrweiler, Landkreis Mayen-Koblenz (westlicher Teil)                                      |
| 202 | Koblenz                  | Koblenz, Rhein-Lahn-Kreis (westlicher Teil), Landkreis Mayen-Koblenz (östlicher Teil)               |
| 203 | Mosel/Rhein-Hunsrück     | Rhein-Hunsrück-Kreis, Landkreis Cochem-Zell, Landkreis Bernkastel-Wittlich (südlicher Teil)         |
| 204 | Kreuznach                | Landkreis Bad Kreuznach, Landkreis Birkenfeld                                                       |
| 205 | Bitburg                  | Landkreis Bitburg-Prüm, Landkreis Bernkastel-Wittlich (nördlicher Teil), Landkreis Daun             |
| 206 | Trier                    | Trier, Landkreis Trier-Saarburg                                                                     |
| 207 | Montabaur                | Westerwaldkreis, Rhein-Lahn-Kreis (östlicher Teil)                                                  |
| 208 | Mainz                    | Mainz, Landkreis Mainz-Bingen (nordwestlicher Teil)                                                 |
| 209 | Worms                    | Worms, Landkreis Alzey-Worms, Landkreis Mainz-Bingen (südöstlicher Teil)                            |
| 210 | Ludwigshafen/Frankenthal | Ludwigshafen am Rhein, Landkreis Ludwigshafen (nördlicher Teil), Frankenthal (Pfalz),               |
| 211 | Neustadt – Speyer        | Neustadt an der Weinstraße, Speyer, Landkreis Ludwigshafen (südlicher Teil), Landkreis Bad Dürkheim |
| 212 | Kaiserslautern           | Kaiserslautern, Donnersbergkreis, Landkreis Kaiserslautern (nördlicher Teil), Landkreis Kusel       |
| 213 | Pirmasens                | Pirmasens, Landkreis Kaiserslautern (südlicher Teil), Landkreis Südwestpfalz, Zweibrücken           |
| 214 | Südpfalz                 | Landkreis Germersheim, Landkreis Südliche Weinstraße, Landau in der Pfalz                           |

### Bayern
| Nr. | Wahlkreis          | Gebiet |
| --- | ------------------ | --- |
| 215 | Altötting          | Landkreis Altötting (nördlicher Teil), Landkreis Mühldorf am Inn, Landkreis Ebersberg |
| 216 | Freising           | Landkreis Freising, Landkreis Pfaffenhofen an der Ilm, Landkreis Erding (östlicher Teil) |
| 217 | Fürstenfeldbruck   | Landkreis Fürstenfeldbruck, Landkreis Dachau |
| 218 | Ingolstadt         | Ingolstadt, Landkreis Eichstätt, Landkreis Neuburg-Schrobenhausen |
| 219 | München-Nord       | Stadtbezirke Maxvorstadt, Schwabing-West, Moosach, Milbertshofen-Am Hart, Schwabing-Freimann und Feldmoching-Hasenbergl |
| 220 | München-Ost        | Stadtbezirke Altstadt-Lehel, Au-Haidhausen, Trudering-Riem, Berg am Laim, Bogenhausen und Ramersdorf-Perlach |
| 221 | München-Süd        | Stadtbezirke Sendling, Sendling-Westpark, Obergiesing, Untergiesing-Harlaching, Thalkirchen-Obersendling-Forstenried-Fürstenried-Solln und Hadern |
| 222 | München-West/Mitte | Stadtbezirke Ludwigsvorstadt-Isarvorstadt, Schwanthalerhöhe, Neuhausen-Nymphenburg, Pasing-Obermenzing, Aubing-Lochhausen-Langwied, Allach-Untermenzing und Laim |
| 223 | München-Land       | Landkreis München, Landkreis Erding (westlicher Teil) |
| 224 | Rosenheim          | Landkreis Rosenheim, Rosenheim |
| 225 | Starnberg          | Landkreis Starnberg, Landkreis Miesbach, Landkreis Bad Tölz-Wolfratshausen |
| 226 | Traunstein         | Landkreis Traunstein, Landkreis Berchtesgadener Land, Landkreis Altötting (südlicher Teil) |
| 227 | Weilheim           | Landkreis Weilheim-Schongau, Landkreis Garmisch-Partenkirchen, Landkreis Landsberg am Lech |
| 228 | Deggendorf         | Landkreis Deggendorf, Landkreis Freyung-Grafenau |
| 229 | Landshut           | Landshut, Landkreis Kelheim, Landkreis Landshut |
| 230 | Passau             | Passau, Landkreis Passau |
| 231 | Rottal-Inn         | Landkreis Rottal-Inn, Landkreis Dingolfing-Landau |
| 232 | Straubing          | Straubing, Landkreis Regen, Landkreis Straubing-Bogen |
| 233 | Amberg             | Amberg, Landkreis Amberg-Sulzbach, Landkreis Neumarkt in der Oberpfalz |
| 234 | Regensburg         | Regensburg, Landkreis Regensburg |
| 235 | Schwandorf         | Landkreis Schwandorf, Landkreis Cham |
| 236 | Weiden             | Weiden in der Oberpfalz, Landkreis Tirschenreuth, Landkreis Neustadt an der Waldnaab |
| 237 | Bamberg            | Bamberg, Landkreis Bamberg (südlicher Teil), Landkreis Forchheim (westlicher Teil) |
| 238 | Bayreuth           | Bayreuth, Landkreis Bayreuth, Landkreis Forchheim (östlicher Teil) |
| 239 | Coburg             | Coburg, Landkreis Coburg, Landkreis Kronach |
| 240 | Hof                | Hof, Landkreis Hof, Landkreis Wunsiedel im Fichtelgebirge |
| 241 | Kulmbach           | Landkreis Kulmbach, Landkreis Bamberg (nördlicher Teil), Landkreis Lichtenfels |
| 242 | Ansbach            | Ansbach, Landkreis Ansbach, Landkreis Weißenburg-Gunzenhausen |
| 243 | Erlangen           | Erlangen, Landkreis Erlangen-Höchstadt |
| 244 | Fürth              | Fürth, Landkreis Fürth, Landkreis Neustadt an der Aisch-Bad Windsheim |
| 245 | Nürnberg-Nord      | Stadtbezirke Almoshof, Altstadt, St. Lorenz, Altstadt, St. Sebald, Bärenschanze, Bielingplatz, Boxdorf, Buch, Buchenbühl, Dutzendteich, Eberhardshof, Erlenstegen, Flughafen, Galgenhof, Gleißhammer, Glockenhof, Gostenhof, Großgründlach, Guntherstraße, Himpfelshof, Kraftshof, Laufamholz, Ludwigsfeld, Marienberg, Marienvorstadt, Maxfeld, Mögeldorf, Mooshof, Muggenhof, Neunhof, Pirckheimerstraße, Sandberg, Schafhof, Schleifweg, Schmausenbuckstraße, Schniegling, Schoppershof, St. Jobst, St. Johannis, Tafelhof, Thon, Tullnau, Uhlandstraße, Veilhof, Westfriedhof, Wetzendorf, Wöhrd, Zerzabelshof und Ziegelstein                             |
| 246 | Nürnberg-Süd       | Stadtbezirken Altenfurt, Moorenbrunn, Altenfurt Nord, Beuthener Straße, Brunn, Dianastraße, Eibach, Fischbach, Gaismannshof, Gartenstadt, Gebersdorf, Gibitzenhof, Großreuth bei Schweinau, Gugelstraße, Hasenbuck, Höfen, Hohe Marter, Hummelstein, Katzwang, Reichelsdorf Ost, Reichelsdorfer Keller, Katzwanger Straße, Kornburg, Worzeldorf, Krottenbach, Mühlhof, Langwasser Nordost, Langwasser Nordwest, Langwasser Südost, Langwasser Südwest, Maiach, Rangierbahnhof, Rangierbahnhof-Siedlung, Reichelsdorf, Röthenbach Ost, Röthenbach West, Sandreuth, Schweinau, St. Leonhard, Steinbühl, Sündersbühl, Trierer Straße und Werderau sowie Schwabach |
| 247 | Roth               | Landkreis Roth, Landkreis Nürnberger Land |
| 248 | Aschaffenburg      | Aschaffenburg, Landkreis Aschaffenburg |
| 249 | Bad Kissingen      | Landkreis Bad Kissingen, Landkreis Rhön-Grabfeld, Landkreis Haßberge |
| 250 | Main-Spessart      | Landkreis Main-Spessart, Landkreis Miltenberg |
| 251 | Schweinfurt        | Schweinfurt, Landkreis Schweinfurt, Landkreis Kitzingen |
| 252 | Würzburg           | Würzburg, Landkreis Würzburg |
| 253 | Augsburg-Stadt     | Augsburg, vom Landkreis Augsburg die Gemeinde Königsbrunn |
| 254 | Augsburg-Land      | Landkreis Augsburg ohne Königsbrunn, Landkreis Aichach-Friedberg (südlicher Teil) |
| 255 | Donau-Ries         | Landkreis Donau-Ries, Landkreis Aichach-Friedberg (nördlicher Teil), Landkreis Dillingen an der Donau |
| 256 | Neu-Ulm            | Landkreis Neu-Ulm, Landkreis Unterallgäu (nordwestlicher Teil), Landkreis Günzburg |
| 257 | Oberallgäu         | Landkreis Oberallgäu, Landkreis Lindau (Bodensee), Kempten (Allgäu) |
| 258 | Ostallgäu          | Landkreis Ostallgäu, Landkreis Unterallgäu (südöstlicher Teil), Kaufbeuren, Memmingen |

### Baden-Württemberg
| Nr. | Wahlkreis                   | Gebiet |
| --- | --------------------------- | --- |
| 259 | Stuttgart I                 | Stadtbezirke Stuttgart-West, Stuttgart-Mitte, Stuttgart-Süd, Stuttgart-Nord, Birkach, Degerloch, Hedelfingen, Möhringen, Plieningen, Sillenbuch und Vaihingen   |
| 260 | Stuttgart II                | Stadtbezirke Stuttgart-Ost, Weilimdorf, Feuerbach, Botnang, Bad Cannstatt, Stammheim, Zuffenhausen, Mühlhausen, Münster, Untertürkheim, Wangen und Obertürkheim |
| 261 | Böblingen                   | Landkreis Böblingen |
| 262 | Esslingen                   | Landkreis Esslingen (nördlicher Teil) |
| 263 | Nürtingen                   | Landkreis Esslingen (südlicher Teil) |
| 264 | Göppingen                   | Landkreis Göppingen |
| 265 | Waiblingen                  | Rems-Murr-Kreis (südlicher Teil) |
| 266 | Ludwigsburg                 | Landkreis Ludwigsburg (südlicher Teil) |
| 267 | Neckar-Zaber                | Landkreis Ludwigsburg (nördlicher Teil), Landkreis Heilbronn (südlicher Teil)                                                                                   |
| 268 | Heilbronn                   | Heilbronn, Landkreis Heilbronn (nördlicher Teil) |
| 269 | Schwäbisch Hall – Hohenlohe | Landkreis Schwäbisch Hall, Hohenlohekreis |
| 270 | Backnang – Schwäbisch Gmünd | Ostalbkreis (westlicher Teil), Rems-Murr-Kreis (nördlicher Teil)                                                                                                |
| 271 | Aalen – Heidenheim          | Ostalbkreis (östlicher Teil), Landkreis Heidenheim |
| 272 | Karlsruhe-Stadt             | Karlsruhe |
| 273 | Karlsruhe-Land              | Landkreis Karlsruhe (südlicher Teil) |
| 274 | Rastatt                     | Landkreis Rastatt, Baden-Baden |
| 275 | Heidelberg                  | Heidelberg, Rhein-Neckar-Kreis (nördlicher Teil) |
| 276 | Mannheim                    | Mannheim |
| 277 | Odenwald – Tauber           | Neckar-Odenwald-Kreis, Main-Tauber-Kreis |
| 278 | Rhein-Neckar                | Rhein-Neckar-Kreis (östlicher Teil) |
| 279 | Bruchsal – Schwetzingen     | Landkreis Karlsruhe (nördlicher Teil), Rhein-Neckar-Kreis (westlicher Teil)                                                                                     |
| 280 | Pforzheim                   | Pforzheim, Enzkreis |
| 281 | Calw                        | Landkreis Calw, Landkreis Freudenstadt |
| 282 | Freiburg                    | Freiburg im Breisgau, Landkreis Breisgau-Hochschwarzwald (nordwestlicher Teil)                                                                                  |
| 283 | Lörrach – Müllheim          | Landkreis Lörrach, Landkreis Breisgau-Hochschwarzwald (südwestlicher Teil)                                                                                      |
| 284 | Emmendingen – Lahr          | Landkreis Emmendingen, Ortenaukreis (südlicher Teil) |
| 285 | Offenburg                   | Ortenaukreis (nördlicher Teil) |
| 286 | Rottweil – Tuttlingen       | Landkreis Rottweil, Landkreis Tuttlingen |
| 287 | Schwarzwald-Baar            | Schwarzwald-Baar-Kreis, Ortenaukreis (östlicher Teil) |
| 288 | Konstanz                    | Landkreis Konstanz |
| 289 | Waldshut                    | Landkreis Waldshut, Landkreis Breisgau-Hochschwarzwald (östlicher Teil)                                                                                         |
| 290 | Reutlingen                  | Landkreis Reutlingen |
| 291 | Tübingen                    | Landkreis Tübingen, Zollernalbkreis (nördlicher Teil) |
| 292 | Ulm                         | Ulm, Alb-Donau-Kreis |
| 293 | Biberach                    | Landkreis Biberach, Landkreis Ravensburg (östlicher Teil) |
| 294 | Ravensburg – Bodensee       | Landkreis Ravensburg (westlicher Teil), Bodenseekreis |
| 295 | Zollernalb – Sigmaringen    | Zollernalbkreis (südlicher Teil), Landkreis Sigmaringen, Landkreis Ravensburg (nordwestlicher Teil)                                                             |

### Saarland
| Nr. | Wahlkreis   | Gebiet |
| --- | ----------- | --- |
| 296 | Saarbrücken | Vom Stadtverband Saarbrücken die Gemeinden Saarbrücken, Großrosseln, Püttlingen, Riegelsberg, Kleinblittersdorf und Völklingen |
| 297 | Saarlouis   | Landkreis Saarlouis ohne Lebach und Schmelz, Landkreis Merzig-Wadern |
| 298 | St. Wendel  | Landkreis St. Wendel, vom Landkreis Saarlouis die Gemeinden Lebach und Schmelz, vom Landkreis Neunkirchen die Gemeinden Eppelborn, Illingen, Merchweiler, Ottweiler und Schiffweiler, vom Stadtverband Saarbrücken die Gemeinde Heusweiler |
| 299 | Homburg     | Saarpfalz-Kreis, vom Landkreis Neunkirchen die Gemeinden Neunkirchen und Spiesen-Elversberg, vom Stadtverband Saarbrücken die Gemeinden Friedrichsthal, Quierschied und Sulzbach/Saar                                                      |